# Нью-Йорк, я люблю тебя
«Нью-Йорк, я люблю тебя» (англ. New York, I Love You) — киноальманах, продолжение фильма «Париж, я люблю тебя». Премьера фильма состоялась на Кинофестивале в Торонто 2008 в сентябре 2008 года. Дата релиза фильма откладывалась неоднократно. Выход фильма в прокат в США состоялся 16 октября 2009 года.

## Сюжет и съёмки

### Режиссёры и эпизоды
«Нью-Йорк, я люблю тебя» представляет собой киноальманах из 11 новелл — любовных историй, фоном которых избран Нью-Йорк. Каждую из новелл снимал отдельный режиссёр: Цзян Вэнь, Мира Наир, Сюндзи Иваи, Иван Атталь, Бретт Ратнер, Аллен Хьюз, Шехар Капур (заменил Энтони Мингеллу, умершего незадолго до съёмок своей новеллы, в марте 2008), Натали Портман (дебют на режиссёрском поприще), Фатих Акин, Джошуа Марстон. За переходы от новеллы к новелле отвечает Рэнделл Болсмайер.
Фильм был показан на Международном кинофестивале в Торонто 2008 года. Тогда он состоял из 13 новелл: помимо вышеперечисленных, фильм включал эпизоды Скарлетт Йоханссон, которая, как и Натали Портман, никогда до этого не была кинорежиссёром, и россиянина Андрея Звягинцева, но впоследствии было решено перемонтировать фильм. Также в списке режиссёров изначально значился Вуди Аллен, потом он должен был принять в проекте участие как актёр (в новелле Йоханссон), но в итоге он вышел из проекта.
Одна из новелл с участием Натали Портман в роли хасидки уже была отснята в окрестностях Бруклинского моста 12—13 марта 2008, но исполнитель второй главной роли, хасид Эйб Карпен, который ранее не снимался в кино, отказался от участия в фильме в связи с неодобрением у раввинов своей религиозной общины. Карпена немедленно заменил Ирфан Хан, а в фотогалерее со съёмок фильма на сайте Портман лицо Карпена закрыто фотографией Киры Найтли. Также из списка режиссёров вышли Альберт Хьюз и Пак Чхан Ук.

### Условия съёмок
Продюсеры поставили режиссёрам ряд условий:
- Бюджет каждой из новелл ограничен суммой в 1,5 млн долларов США (заявленный общий бюджет фильма составляет $14 млн).
- В массовых сценах должно быть задействовано не более 20 актёров, а плёнки должно быть израсходовано строго определённое количество.
- Режиссёру дают возможность самостоятельно подобрать звукорежиссёра, оператора и монтажёра; остальных участников съёмок назначат сами продюсеры.

### Андрей Звягинцев в проекте
Продюсер Эммануэль Бенбии приглашал Андрея Звягинцева ещё в проект «Париж, я люблю тебя», но тогда Звягинцев отказался, объяснив это тем, что не понимает идею фильма. Однако, посмотрев «Париж, я люблю тебя» и оставшись под впечатлением от новеллы Александра Пэйна «14th arrondissement», Звягинцев принял приглашение к участию в продолжении.

## В ролях
1 новелла
- Хейден Кристенсен — Бен
- Энди Гарсиа — Гарри
- Рэйчел Билсон — Молли

2 новелла
- Натали Портман — Ривка Мэлоун
- Ирфан Хан — Мансухбай

3 новелла
- Орландо Блум — Дэвид Кулер
- Кристина Риччи — Камилла

4 новелла
- Мэгги Кью — Джэнис Тэйлор, проститутка
- Итан Хоук — писатель
- Крис Купер — Алекс
- Робин Райт Пенн — Анна

5 новелла
- Антон Ельчин — Кэйн, выпускник
- Джеймс Каан — Мистер Рикколи, аптекарь
- Оливия Тирлби — Мэллори Фиш, актриса
- Блейк Лайвли — Габриель ди Марко, бывшая подруга Кэйна

6 новелла
- Брэдли Купер — Гус Купер
- Дреа Де Маттео — Лидия Колт

7 новелла
- Джули Кристи — Изабель Аллен, певица
- Шайа Лабаф — Джейкоб
- Джон Хёрт — коридорный

8 новелла
- Тейлор Гир — Тея
- Карлос Акоста — Данте, отец Теи
- Джасинда Барретт — Мэгги, мать Теи

9 новелла
- Уур Юджел — художник
- Шу Ци — продавщица в китайском магазине
- Берт Янг — домовладелец

10 новелла
- Илай Уоллак — Эйб
- Клорис Личман — Митци

11 новелла
- Джастин Барта — Джастин (в интерлюдии)
- Эмили Охана — Зои
- Ева Амурри — Сара

В эпизоде «Апокриф» Звягинцева:
- Николас Пёрселл — мальчик с видеокамерой
- Горан Вишнич — мужчина на пристани
- Карла Гуджино — женщина на пристани
- Хизер Матараццо — прохожая

В эпизоде Йоханссон:
- Кевин Бейкон

## Саундтрек
- Flower Room Girl — Cui Jian
- I’m in the Mood For Love — Jimmy McHugh, Dorothy Fields
- Klezmer Wedding Dance Medley — The Neshoma Orchestra
- No Surprises — Radiohead
- Tian Ya Ge Nu (The Wandering Sonstress) — Zhou Xuan
- Cha Cha Slide — Mr. C The Slide Man
- The Way You Look Tonight — The Michael Rose Orchestra
- The Only Living Boy In New York — Simon and Garfunkel
- Jupiter, The Bringer of Jollity — Gustav Holst
- XII Fossiles — Camille Saint-Saëns
- Sarabande — Edvard Grieg
- No.3, I Hjemalandot — Edvard Grieg
- Iris — Daby Touré
- New York City Is The Place — The Con Artists
- This is Love — Atticus & Leopold Ross with Claudia Sarne